# Yoshirō Fujimura
Pour les articles homonymes, voir Fujimura.
Le baron Yoshirō Fujimura (藤村 義朗, Fujimura Yoshirō) (21 janvier 1871 - 27 novembre 1933) est un homme politique et entrepreneur japonais qui fut directeur du zaibatsu Mitsui & Co dans les années 1920.

## Biographie
Né dans le préfecture de Kumamoto, Fujimura est le fils aîné du baron Fujimura Shirō (ja). En avril 1885, il est envoyé étudier en Angleterre au St John's College de l'université de Cambridge et retourne au Japon en février 1892. En avril 1894, il accepte un poste à la compagnie minière Mitsui et monte rapidement les échelons. Il est transféré à Mitsui & Co en janvier 1898. Il gravit de nouveau rapidement les échelons, dont un poste de gérant de filiale à Londres et à Shanghai, et devient directeur en janvier 1918.
Fujimura devient également baron à la mort de son père en février 1909 et est nommé à la chambre des pairs en juillet 1918. Il continue d'y siéger jusqu'à sa mort en 1933.
En tant que membre de la chambre des pairs, Fujimura presse activement pour une réforme de sa composition, proposant que ses membres soient composés d'un nombre égal de nobles héréditaires et de roturiers nommés, ainsi que d'augmenter le nombre de sièges pour l'ancienne aristocratie coréenne. Il défend également l'abolition des subventions gouvernementales pour les membres de la chambre et l'élection des rangs supérieurs des titres de noblesse plutôt que d'une nomination universelle. Fujimura publie ses propositions en 1921 mais elles ne sont adoptées. Il est également critique à l'encontre de l'implication des femmes en politique, déclarant « La place naturelle des femmes est à la maison » dans un discours à la Diète du Japon en 1921.
En janvier 1924, Fujimura est nommé Ministre des Communications dans le gouvernement de Kiyoura Keigo, poste qu'il conserve jusqu'au mois de juin suivant. Fujimura tient également plusieurs autres postes, principalement d'honneur, comme directeur-général de Shanghai Textile Co, président du journal Taishō Nichi-nichi Shimbun, président de la fédération syndicale de sériciculture, et président du conseil des parcs nationaux.